# Aegiphila macrantha
Aegiphila macrantha là một loài thực vật có hoa trong họ Hoa môi. Loài này được Ducke mô tả khoa học đầu tiên năm 1925.

## Hình ảnh

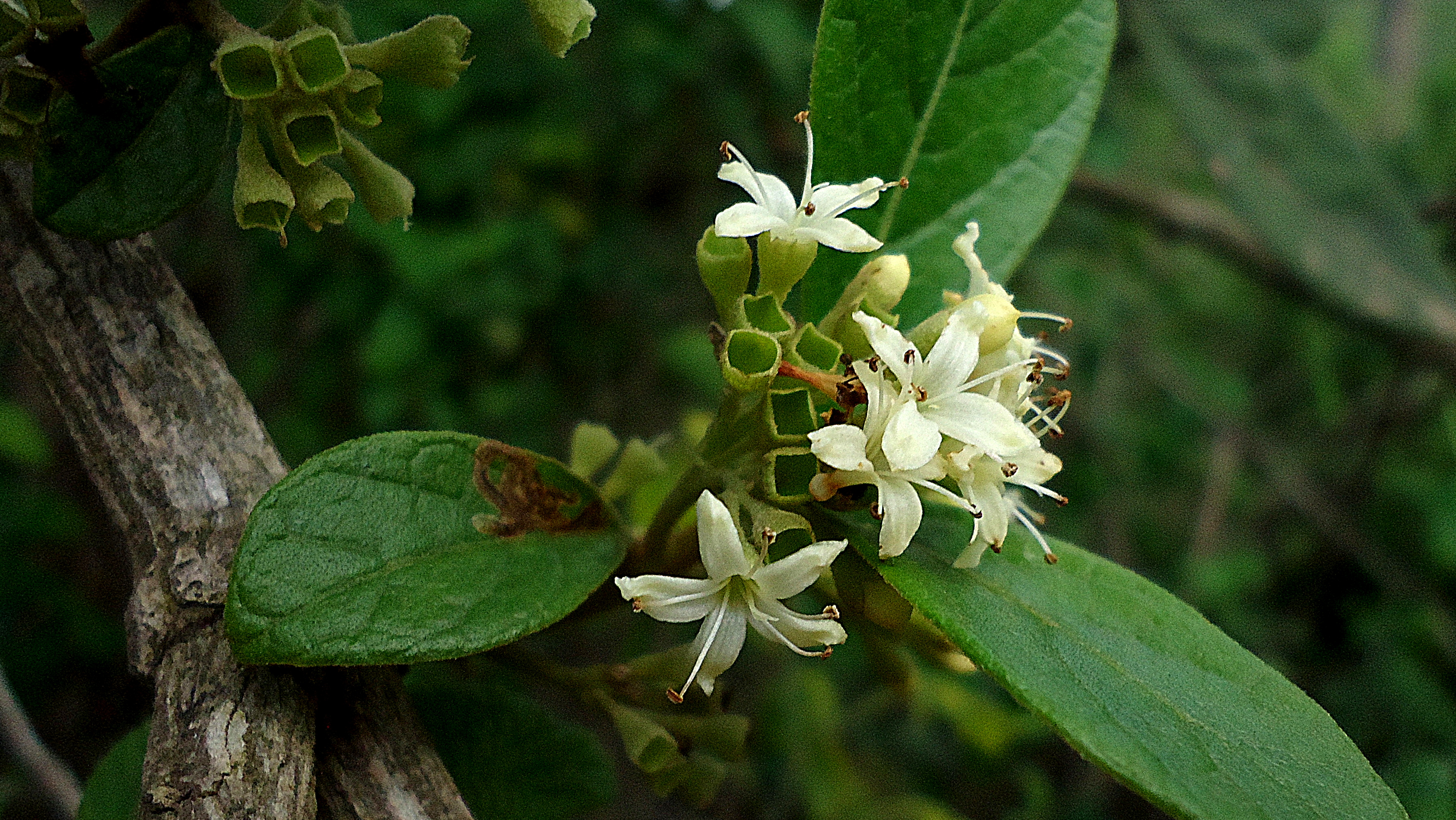
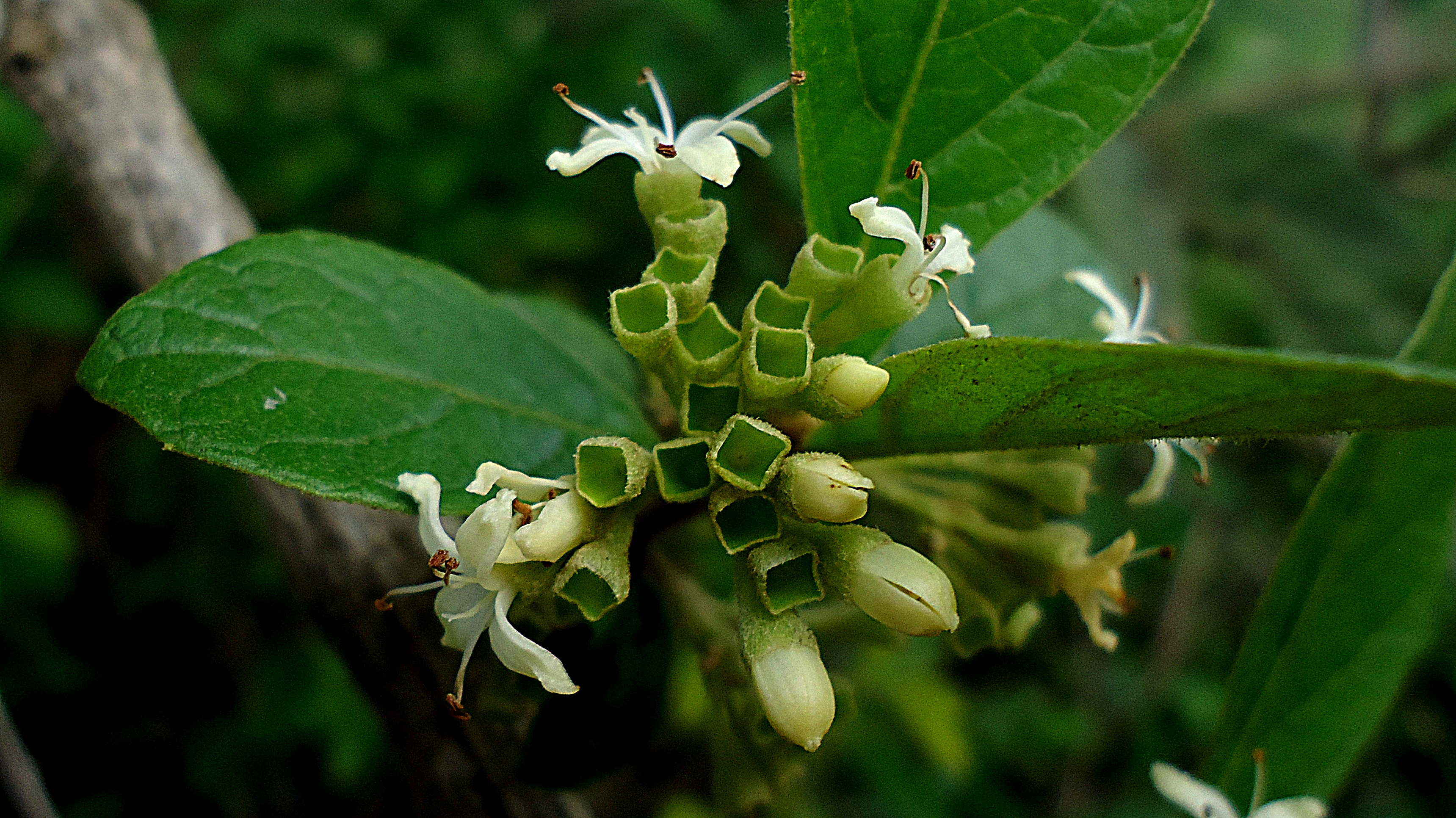
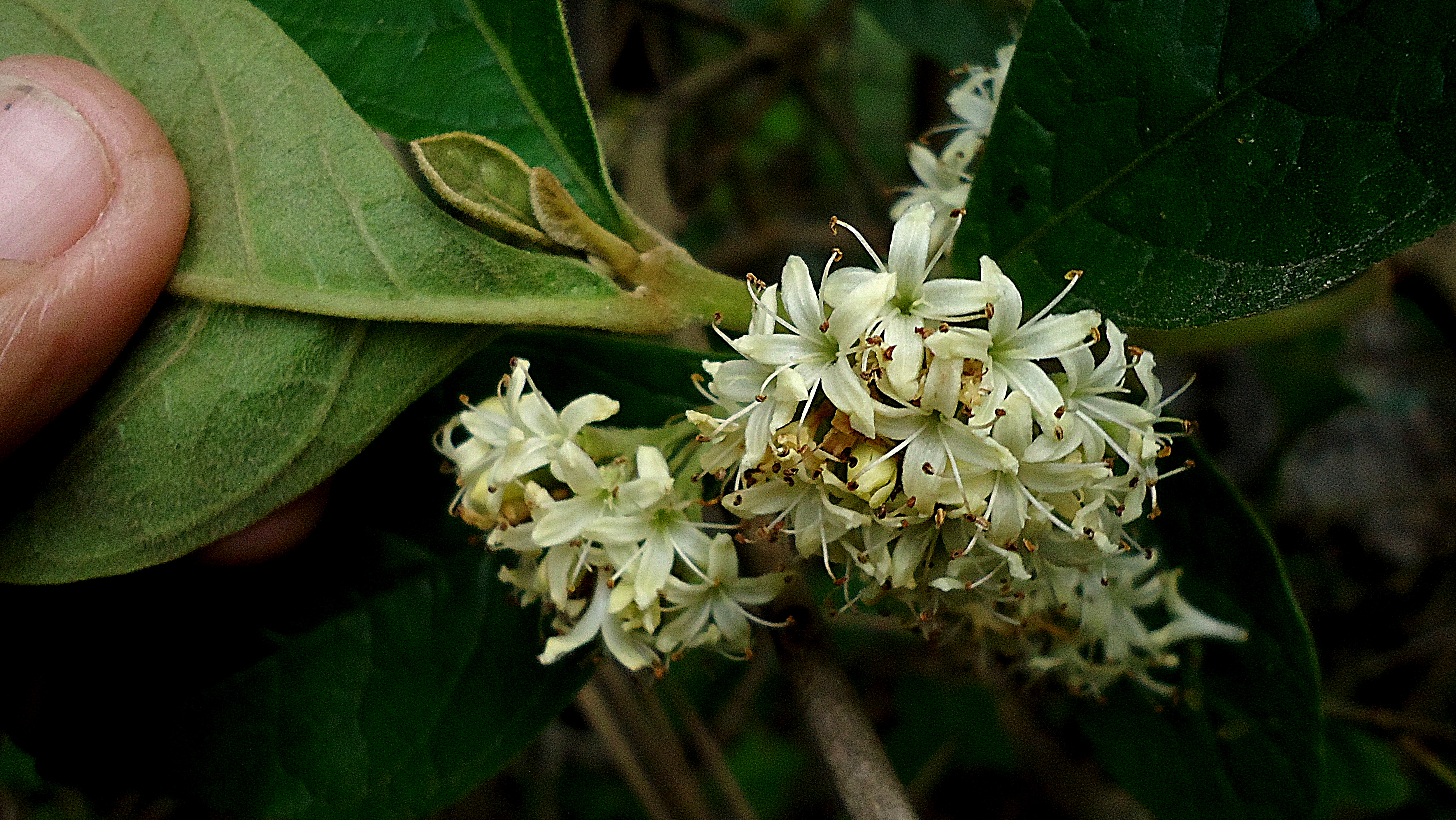
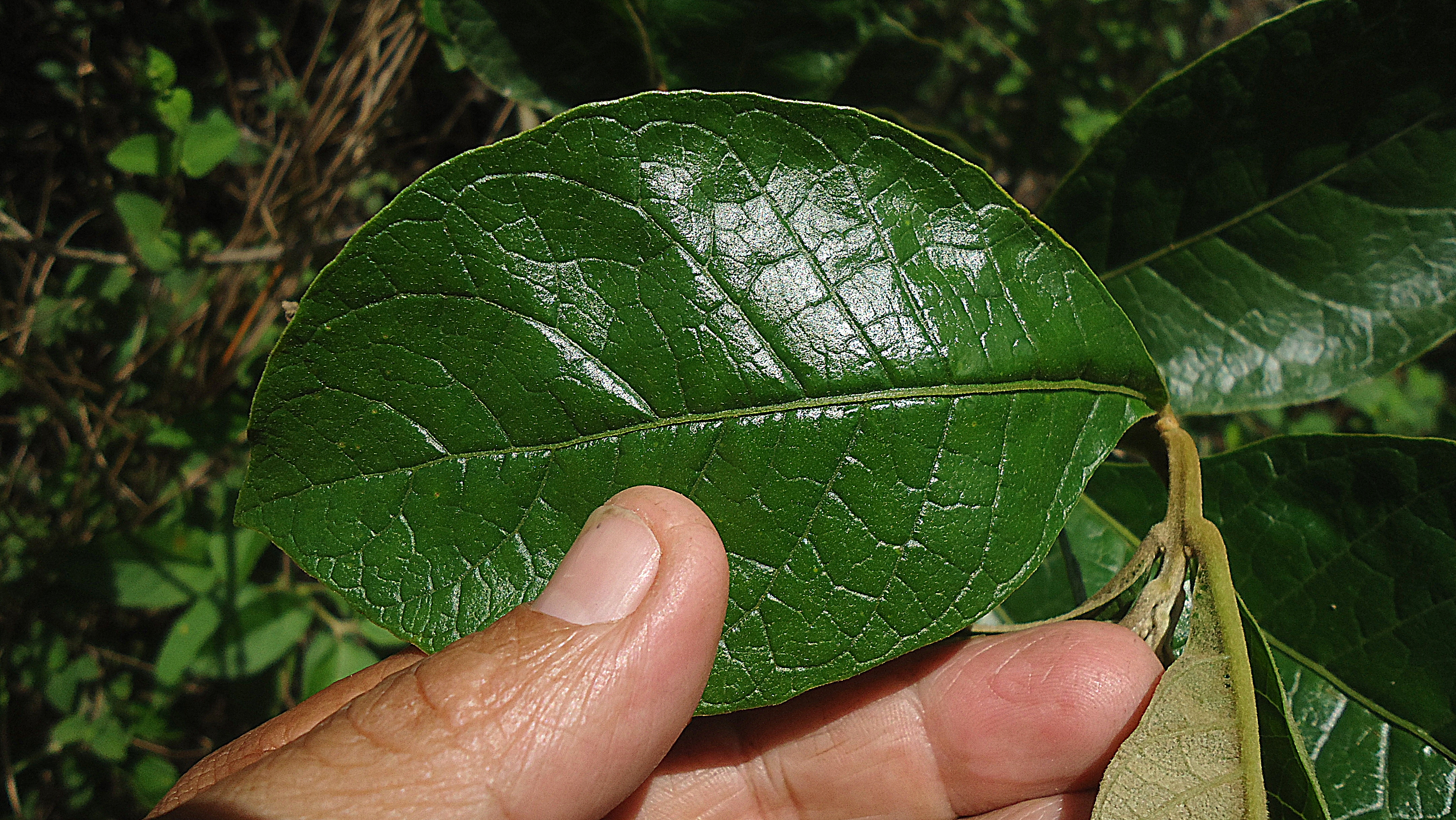